# Sparta (Georgia)
Sparta es una ciudad en el condado de Hancock, Georgia, Estados Unidos. Para el censo de 2000, la población era de 1.522 personas. La ciudad es la sede del condado de Hancock. 

## Demografía
En el censo del año 2000, había 1.522 personas, 617 hogares y 385 familias en la ciudad. La densidad de población era 323,8 hab/km². Había 725 viviendas para una densidad promedio de 153,8 por kilómetro cuadrado. De la población 15,37% eran blancos, 83,71% afroamericanos, 0,13% amerindios, 0,33 asiático y 0,46% de otras razas. 0,72% de la población eran hispanos o latinos de cualquier raza.
Se contaron 617 hogares, de los cuales 26,9% tenían niños menores de 18 años, 25,4% eran parejas casadas viviendo juntos, 31,8% tenían una mujer como cabeza del hogar sin marido presente y 37,6% eran hogares no familiares. 35% de los hogares eran un solo miembro y 17,7% tenían alguien mayor de 65 años viviendo solo. La cantidad de miembros promedio por hogar era de 2,44 y el tamaño promedio de familia era de 3,20.
En la ciudad la población está distribuida en 27,4% menores de 18 años, 9,1% entre 18 y 24, 23,1% entre 25 y 44, 24,6% entre 45 y 64 y 15,8% tenían 65 o más años. La edad media fue 37 años. Por cada 100 mujeres había 83,4 varones. Por cada 100 mujeres mayores de 18 años había 74,3 varones.
El ingreso medio para un hogar en la ciudad fue de $18.580 y el ingreso medio para una familia $24.044. Los hombres tuvieron un ingreso promedio de $21.375 contra $17.375 de las mujeres. El ingreso per cápita de la ciudad fue de $11.403. Cerca de 31,8% de las familias y 34,8% de la población estaban por debajo de la línea de pobreza, 46,2% de los cuales eran menores de 18 años y 38,4% mayores de 65.

## Residentes notables
- Harvey Grant — jugador de baloncesto
- Horace Grant — jugador de baloncesto
- Jean Toomer — escritor y poeta